# At Shelly's Manne-Hole
 (janvier 2018).
Si vous disposez d'ouvrages ou d'articles de référence ou si vous connaissez des sites web de qualité traitant du thème abordé ici, merci de compléter l'article en donnant les références utiles à sa vérifiabilité et en les liant à la section « Notes et références ».
Albums de Bill Evans
Empathy (album) Time remembered
At Shelly Manne-Hole, Hollywood, California est un album du pianiste de jazz Bill Evans enregistré en 1963 et publié en 1964.

## Historique
Cet album, produit par Orrin Keepnews et Richard Bock, a été initialement publié en 1964 par le label Riverside (RLP 487). Il a été enregistré en public au Shelly Manne-Hole à Los Angeles, le 30 et le 31 mai 1963. L'ingénieur du son était Wally Heider.
Cet album fut réédité en 1983 sous forme d'un double LP, où il était couplé avec des titres inédits issus des mêmes concerts sous le titre Time Remembered (Milestone, M 47068). Les titres enregistrés lors de ces concerts sont maintenant dispersés sur deux cd indépendants : le présent album et Time Remembered.

## Titres de l’album
| No | Titre                    | Auteur                                         | Durée |
| -- | ------------------------ | ---------------------------------------------- | ----- |
| 1. | Isn't It Romantic        | Richard Rogers, Lorenz Hart                    | 4:37  |
| 2. | The Boy Next Door        | Vincent Youmans, Otto Harbach, Schuyler Greene | 5:22  |
| 3. | Wonder Why               | Nicholas Brodszky, Sammy Cahn                  | 5:15  |
| 4. | Swedish Pastry           | Barney Kessel                                  | 5:45  |
| 5. | Our Love Is Here To Stay | George et Ira Gershwin                         | 4:45  |
| 6. | 'Round Midnight          | Thelonious Monk, Cootie Williams               | 8:54  |
| 7. | Stella by Starlight      | victor Young, Ned Washington                   | 4:57  |
| 8. | All the Things You Are   | Jerome Kern, Oscar Hammerstein II              | 5:38  |
| 9. | Blues in F               | Chuck Israels                                  | 5:38  |

## Personnel
- Bill Evans : piano
- Chuck Israels : contrebasse
- Larry Bunker : batterie

## À propos de l'album
- Ce disque a été enregistré lors d'un engagement pour plusieurs semaines de Bill Evans au club Shelly's Manne-Hole. Les 15 premiers jours, Evans s'était produit en duo avec le contrebassiste Red Mitchell. Chuck Israels, contrebassiste régulier du pianiste était en tournée avec The Midgets of Jazz, le groupe de Paul Winter. Israels rejoignit Evans pour le reste de l'engagement. Ils furent rejoints par Larry Bunker[6]. Le batteur avait été recommandé à Evans par le pianiste et compositeur Clare Fisher.
- C'est le dernier album d'Evans publié officiellement par Riverside Records. Le label devait déposer le bilan peu après. De son côté, Evans signa un contrat avec Verve Records.
- Cet album est un des rarissimes où l'on entend Evans jouer des blues : Sweedish Pastry, Blues in F.